# Bea (Teruel)
Bea ist ein Ort und eine Gemeinde (municipio) mit nur noch 27 Einwohnern (Stand: 2024) im äußersten Norden der Provinz Teruel in der autonomen Region Aragonien im östlichen Zentrum von Spanien. Die Gemeinde gehört zur bevölkerungsarmen Serranía Celtibérica.

## Lage und Klima
Der Ort Bea liegt in der Bergen der Sierra de Cucalón auf dem Nordufer des Río Huerva in ca. 1135 m Höhe und ist ca. 102 km (Fahrtstrecke) in nördlicher Richtung von der Provinzhauptstadt Teruel entfernt. Das Klima ist trotz der Höhenlage gemäßigt bis warm; Regen (ca. 495 mm/Jahr) fällt übers Jahr verteilt.

## Bevölkerungsentwicklung
| Jahr      | 1857 | 1900 | 1950 | 2000 | 2017 |
| Einwohner | 162  | 174  | 189  | 45   | 30   |

Die Mechanisierung der Landwirtschaft sowie die Aufgabe bäuerlicher Kleinbetriebe und der daraus resultierende Verlust an Arbeitsplätzen haben seit der Mitte des 20. Jahrhunderts zu einer Landflucht geführt.

## Wirtschaft
Bea ist traditionell landwirtschaftlich orientiert, wobei die Viehzucht die größte Rolle spielt. Auch Handwerker hatten sich im Ort niedergelassen. Der Tourismus in Form der Vermietung von Ferienwohnungen spielt kaum eine Rolle.

## Geschichte
Keltiberische, römische, westgotische und selbst maurische Spuren wurden bislang nicht entdeckt. Man nimmt an, dass die Gegend früher nur von Transhumanten als Sommerweide fürs Vieh aufgesucht wurde und dass erst allmählich eine Sesshaftwerdung erfolgte. Bis zum Jahr 1248 gehörte die Gegend zur Comunidad de Daroca.

## Sehenswürdigkeiten
- Die Iglesia de San Bartolomé ist ein aus Bruchsteinen errichteter Bau der Jahre 1745–1762. Der obere Teil des Glockenturms (campanar) besteht hingegen aus Ziegelsteinen und zeigt deutliche Anklänge an den Mudéjar-Stil. Die Vierung der stichkappengewölbten dreischiffigen Kirche ist überkuppelt; im Kirchenschiff stehen mehrere barocke Altarretabel (retablos).[4][5]

Umgebung
- Auf dem Gemeindegebiet von Bea stehen zwei Bildstöcke (peirónes).[6]
- Die Ermita de San Jorge steht auf einem Hügel ca. 2 km außerhalb des Ortes.[7] Die kleine Kapelle wurde um das Jahr 2014 restauriert.[8]